# Reinhold Thode
Reinhold Thode (* 24. Februar 1940 in Kiel) ist ein deutscher Jurist. Er war von 1988 bis zu seinem Eintritt in den Ruhestand im Jahre 2005 Richter am Bundesgerichtshof.

## Leben
Nach Abschluss seiner juristischen Ausbildung und Promotion wurde Thode zunächst als wissenschaftlicher Assistent im „Institut für Internationales Recht“ an der Universität Kiel tätig, ehe er 1975 in den Justizdienst des Landes Schleswig-Holstein eintrat.
Im Jahre 1979 wurde Thode zum Richter am Oberlandesgericht Schleswig ernannt und 1988 zum Richter am Bundesgerichtshof gewählt. Während seiner gesamten Zugehörigkeit zum Bundesgerichtshof gehörte Thode dem VII. Zivilsenat an, seit 1996 als dessen stellvertretender Vorsitzender.
Dort war er frühzeitig alleiniger Berichterstatter für alle Rechtsstreitigkeiten mit Bezug zum internationalen Privatrecht. Unter seiner Berichterstattung wurde die Prospekthaftung in den Bauherrenmodellen und im Bauträgervertrag entwickelt. Grundlegende Entscheidungen zum Verständnis der Honorarordnung für Architekten und Ingenieure als reines Preisrecht, die Entscheidung zum Verständnis der MaBV als reines Gewerberecht und viele andere Entscheidungen hat er maßgeblich beeinflusst.
Mit Erreichen der Altersgrenze trat Thode, der im Jahr 1994 auch zum Honorarprofessor an der Universität Konstanz ernannt worden war, am 28. Februar 2005 in den Ruhestand.
Ab Mai 2005 war Thode als Rechtsanwalt in Landau tätig. Ab Mai 2006 war bei dem Mitteldeutschen Schiedsgericht (MDSG) als Schiedsrichter in Bausachen tätig.

## Schriften (Auswahl)
- International Law Commission. Entstehungsgeschichte, Organisation, Arbeitsweise und Tätigkeit. (= Dissertation an der Universität Kiel). Kiel 1972, OCLC 10313707.
- mit Christian Wenner: Internationales Architekten- und Bauvertragsrecht. (= RWS-Skript. 286.) RWS Verlag Kommunikationsforum, Köln 1998, ISBN 3-8145-0286-8.
- Abnahme und Gewährleistung im Bau- und Bauträgervertrag. Höchstrichterliche Rechtsprechung. (= RWS-Skript. 293.) RWS Verlag Kommunikationsforum, Köln 2003, ISBN 3-8145-0293-0.